# Flipper (serie de televisión)
Flipper es una de las series estadounidenses de televisión producida por Ivan Tors Films en asociación con Metro-Goldwyn-Mayer Television. Inicialmente emitida por NBC desde el 19 de septiembre de 1964 hasta el 15 de abril de 1967, ha tenido numerosas repeticiones en muchos países del mundo.

## Argumento
Flipper es un delfín nariz de botella en el parque temático y reserva marina de Coral Key Park en el estado de Florida. La serie está protagonizada por los delfines amaestrados por Ric O'Barry, su guardián Porter Ricks y sus dos hijos Sandy y Bud. La serie promovió la captura de delfines para su uso comercial, lo que motivó que O'Barry se convirtiera en un activista defensor de la vida marina.

## Reparto
- Brian Kelly ... Porter Ricks
- Luke Halpin ... Sandy Ricks
- Tommy Norden ... Bud Ricks